# 毛囊

毛囊的結構示意圖

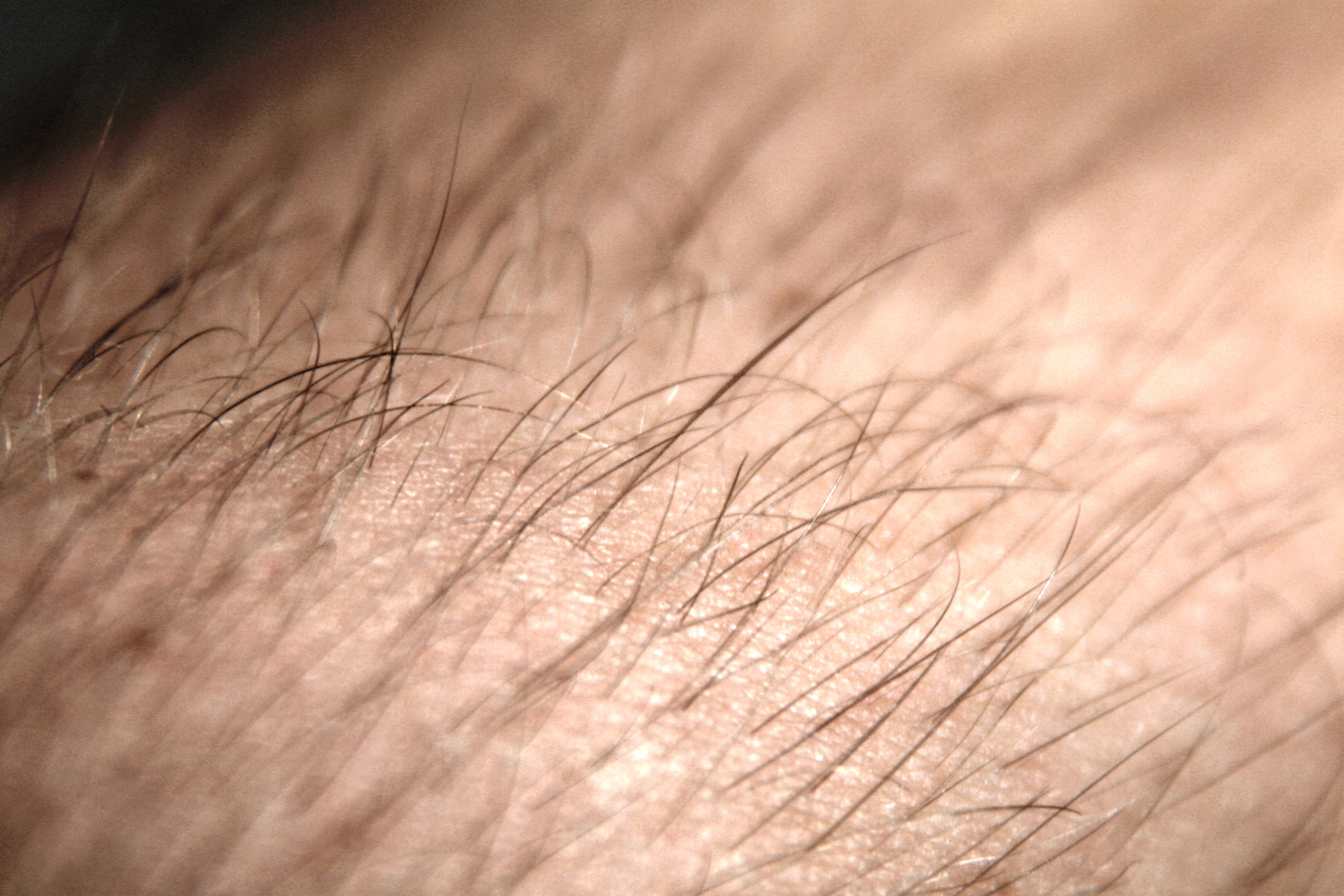
人類體表的毛髮

毛囊（Hair follicle）是用來生長毛髮的皮膚器官，也是哺乳動物唯一終生呈週期性循環的器官，分布在除了手掌、腳掌和嘴唇以外的全身體表皮膚上。
毛囊可以幫助表皮維持機體免受外界環境的損傷，在生理性的組織更新和外傷修復中發揮重要作用。
目前已有研究發現與立毛肌接觸面積越大的毛囊保持得越持久，而與立毛肌接觸面積越小的毛囊則更容易受到雄激素的刺激而轉變為毫毛。 

## 結構
哺乳動物毛囊的基本結構都是相同的。毛囊由連接組織鞘（Connective tissue sheath、CTS）、內根鞘（Inner root sheath、IRS）、外根鞘 （Outer root sheath、ORS）、毛球（Hair bulb）和毛幹（Hair shaft）等構成。
毛球內包圍著一些密集的真皮纖維細胞，內陷深入部分稱為毛乳頭（Dermal papilla、DP），是一個發送和接收信號的誘導結構，毛乳頭由位於成群分布在毛囊基底部的真皮毛乳頭細胞（Dermal papilla cell、DPC）組成，可以誘導毛囊再生。內根鞘是包圍毛幹的剛硬結構，決定毛幹的形狀，由鞘小皮、赫氏層（Huxley's layer）和亨氏層（Henle's layer）組成。外根鞘在內根鞘之外，由厚厚的細胞組成，包裹著整個內根鞘和毛幹。毛囊的最外面是連接組織鞘，由幾層成纖維細胞組成，將毛囊與真皮層隔離開。
毛囊實際上由兩大部分組成，即上皮（毛母質與外根鞘）和真皮（毛乳頭和結締組織鞘），其中包括20多種細胞，包括角質形成細胞、黑色素細胞、蘭格漢氏細胞（Langerhans cell）、默克麥克氏細胞（Merkel cell）、真皮鞘細胞和毛乳頭細胞。
絕大多數哺乳動物毛囊分為兩類，即初級毛囊（Primary hair follicle、PF）和次級毛囊（Secondary hair follicle、SF）。初級毛囊發生較早，毛球大，毛囊較長和較粗，具有兩個發達的皮脂腺（Sebaceous gland、SG），毛幹一般有髓質。次級毛囊發生較晚，毛球小，毛囊短而細，沒有或僅有一個不發達的皮脂腺，毛幹沒有髓質。大多數成年的哺乳動物毛囊都是成群分布的，而每個毛囊群基本上由一至五個初級毛囊，以及圍繞在初級毛囊周圍的若干個次級毛囊組成。

## 毛囊週期
一般而言，毛囊的生長週期會經歷生長期（Anagen phase）、退行期（Catagen phase）和休止期（Telogen phase）三個階段。毛囊是依靠上皮細胞和真皮間充質細胞的相互作用，完成週期性生長，以發育成完整的毛囊。毛囊發育的週期性不僅受光照、溫度及紫外線等物理因素的調控，還受相關基因及通路的調控。隨著毛囊週期的變化，毛囊周圍的毛細微血管也會出現變化，因為在毛囊生長期時，毛細微血管比較發達，而毛囊進入退行期後會逐漸退化。

### 生長期
這是毛囊生長最活躍的階段，亦是
黑色素生成和大部分哺乳動物週期經歷最長的一個階段。毛囊凸出區域的幹細胞迅速增殖，毛囊根部的毛乳頭不斷增大，並且開始向皮膚深處生長。由於毛母質細胞受到毛乳頭的調控，快速分化出新的毛幹和內根鞘。一般來說，人類頭皮毛囊的生長期可以持續2至8年，而眉毛及睫毛等毛囊的生長期只能維持2至3個月。然而其他動物的情況未必與人類的情況一樣，例如絨山羊生長期不及6個月。目前已知拔毛法可以誘導功能正常的毛囊快速轉化進入生長期。

### 退行期
退行期是毛囊從生長期過渡到休止期的過程。退行期時的毛母質細胞數目會減少，減慢毛幹和內根鞘的分化速度，而毛球和外根鞘亦開始凋亡。毛乳頭細胞處於縮聚狀態，毛囊變小且開始從真皮乳頭脫落。

### 休止期
休止期時的毛囊活動基本處於休眠狀態。有研究指出臨床上休止期脫髮的產生與毛囊休止期的過度延長有關。

## 調控
調控毛囊週期性發育的信號通路有許多，包括Wnt、TGF-β、Notch、SHH、MAPK、BMP、Jak-STAT和TNF等，並且有研究表明Wnt信號通路和Wnt信號分子對毛囊發育起著重要的作用。

### Wnt信號通路
第一個被發現的調控毛囊發育的通路是Wnt/β-連環蛋白信號通路，也被認為是最重要的通路。目前已知在毛囊形態發生及初級毛囊的形成中，必須要有Wnt信號的傳導，而發揮作用的主要是經典途徑Wnt/β-連環蛋白信號通路。該信號通路核心因素為β-連環蛋白，在毛囊中主要表達於外根鞘、内根鞘、基質和毛幹，但是在毛乳頭細胞、毛母質細胞和外根鞘細胞的表達量最高。
Wnt信號通路對毛囊發育的調控作用主要通過對毛囊幹細胞、轉錄因子、Wnt信號分子等的調節來實現。Wnt信號通路可以調節毛囊幹細胞，例如在毛髮再生期間，毛胚芽和隆突處毛囊幹細胞中，β-連環蛋白的穩定表達可以活化LEF/TCF復合物，從而激活C-Myc、周期蛋白D1等下游靶基因的轉錄，進而促進毛囊幹細胞的活化、增殖和定向分化，但是毛囊幹細胞在β-連環蛋白的表達數量較少時會分化為表皮細胞。
Kim等發現Dickkopfs會分泌一些富含着半胱胺酸的蛋白質，以及低密度脂蛋白受體相關蛋白，兩者結合後會抑制Wnt信號傳導。
Qiu等發現佛波醇-12-十四烷醯-13-乙酸酯可以激活毛囊幹細胞，因為它活化Wnt/β-catenin信號傳導，令毛髮再生。此外，Liu等發現齊墩果酸通過Wnt/β-連環蛋白途徑，刺激毛母質細胞進行增殖和細胞分化，促進人類頭髮的生長，有助解決脫髮問題。

## 影響因素

### 維生素A及其活性衍生物
在毛囊的生長、分化和維持方面，維生素A及其活性衍生物發揮着重要作用。多年來的研究工作發現局部應用維A酸可以調控毛囊發育週期、維生素A可以激活小鼠的毛囊幹細胞、維生素A可以調節頭髮週期和免疫反應等現象，同時亦有研究發現缺乏維生素A會導致頭髮稀少和毛囊過度角質化，然而過量的維生素A會導致毛囊發育出現畸形，而過量的視黃酸則會導致脫髮。
維生素A通過影響脂類代謝或皮脂腺功能，調節毛囊的發育。目前已知視黃酸可以抑制BMP2誘導的脂肪細胞分化，從而抑制過氧化物酶體增殖物活化受體γ（PPARγ）的表達。PPARγ在皮脂腺的發生過程中起主要作用，在啟動皮脂腺油脂細胞的細胞分化過程中發揮獨特作用，故而缺失PPARγ導致脫髮和皮脂腺萎縮。
此外，維生素A可以調節毛囊發育相關基因及酶類的表達。例如Duncan等指出參與維生素A代謝的基因在斑禿病變中明顯上調。Okano等指出皮膚中缺乏視黃酸降解酶CYP26B1的小鼠會出現毛囊發育缺陷。

## 疾病

### 毛囊角化症
毛囊角化症（Keratosis pilaris）是一種常見於中國和日本等國家的常染色體顯性遺傳病，發生的原因是由於角質形成細胞的異常凋亡，而臨床表現則為皮脂溢出部位出現多發的且小的紅褐色丘疹，伴隨着瘙癢和疼痛，其他的皮膚表現包括掌跖角化性凹點以及甲萎縮。毛囊角化症造成的皮損常常隨著年齡的增長而逐漸減輕，甚至消失。目前發現日光的照射、焦油、局部免疫缺陷導致的細菌感染、衣物摩擦和缺乏維生素A
都可以引起角化病。

### 倒置性毛囊角化症
倒置性毛囊角化症（Inverted follicular keratosis、IFK）是一種內生性生長的毛囊漏斗部的良性腫瘤，多見於50歲以上的老年患者，通常單發皮損，而九成的皮損好發於頭頸部，也可能發生於軀幹、四肢及外陰。IFK的表現通常為孤立的丘疹和結節，膚色或會變為深色，臨床表現缺乏特異性。有文獻指出多發的IFK提示着多發性缺陷瘤症候群（Cowden syndrome）。

### 毛囊性汗孔角化症
毛囊性汗孔角化症（Follicular porokeratosis、FPK）通常被認為是汗孔角化病（porokeratosis、PK）的一種累及毛囊的少見病理學亞型，然而認為這是一種新臨床亞型的觀點沒有可靠的依據。FPK的發病誘因可能是遺傳、免疫抑制、感染和服用藥物等，表現為除掌跖點狀PK的其他PK亞型，包括Mibelli PK、播散性淺表性PK、播散性淺表光線性PK、線性PK和局限性PK。大部分的FPK患者，用肉眼即可以看到皮損內的過度毛囊周角化現象，以及發現皮損周圍有著普通PK患者所有的典型環狀雞眼樣板層（Cornoid lamella、CL）。有學者指出FPK的臨床表現特徵之處為環狀白色角質圍繞着毛髮，表面附著少量的細碎鱗屑，以及皮損周邊可以見到不連續的白色角質，而FPK的病理檢查特徵則為毛囊漏斗內可以見到角化不全性CL。

### 頭部膿腫性穿掘性化膿性毛囊炎
頭部膿腫性穿掘性化膿性毛囊炎（Perifolliculitis capitis abscedens et suffodiens、PCAS），亦稱為頭部膿腫性穿掘性毛囊周圍炎、頭皮分割性蜂窩織炎等，是一種少見的頭部慢性化膿性皮膚病，病原菌主要是葡萄球菌，而誘因主要是不注意衛生和搔抓，以及機體的抵抗力較低。

### 嗜酸性膿皰性毛囊炎
嗜酸性膿皰性毛囊炎（Eosinophilic pustular folliculitis、EPF），亦稱為Ofuji病（Ofuji’s disease），是一種毛囊丘疹性膿皰疾病，最先由日本學者所報道。目前仍然不清楚EPF的發病機制及病因，但是有指這是一種由各種抗原刺激有關的非特異性免疫反應，甚至有認為EPF可能與機體對溶血性鏈球菌抗原產生的免疫反應有關。EPF的臨床表現包括紅斑基礎上的毛囊性丘疹及無菌性膿皰，邊緣可以向四周逐漸擴散而中央逐漸消退，並且伴隨着不同程度的瘙癢。

### 播散性復發性漏斗部毛囊炎
播散性復發性漏斗部毛囊炎（Disseminated and recurrent infundibulofolliculitis、DRIF）首次在1968年由Hitch和Lurid報道，首名被報道的患者是一名27歲的非裔美國患者，此後白種和黃種DRIF患者也陸續被報道，而發病年齡大約為2至55歲，多數為青年，男女均有。雖然有兄弟二人同患此病的案例，但是未見報道有家族史者。DRIF的病程長和易反復，其表現為夏重冬輕，發病突然，並且很快累及軀幹和四肢，尤以頸胸部最明顯，多數患者自覺瘙癢，部分患者瘙癢不明顯。

### 全毛囊瘤
全毛囊瘤（Panfolliculoma）是一種罕見的毛囊良性腫瘤，最早於1993年由阿克曼等人命名。全毛囊瘤的臨床表現為慢性生長的囊性結節或類似囊腫的透明狀圓頂結節。